# Zbigniew Boniek
Zbigniew Kazimierz „Zibi“ Boniek (* 3. März 1956 in Bydgoszcz, Polen) ist ein ehemaliger polnischer Fußballspieler und -trainer. Boniek war von 2012 bis 2021 Präsident des polnischen Fußballverbandes.

## Spielerkarriere

### Im Verein
Der junge Boniek begann seine Karriere als Zehnjähriger 1966 bei Zawisza Bydgoszcz, bevor er 1975 zum Topclub Widzew Lodz wechselte. Dort reifte er zum Klassespieler im offensiven Mittelfeld und einer der größten Stars der polnischen Liga. 1978 und 1980 wurde Zibi Boniek zu Polens Fußballer des Jahres gewählt. Boniek führte Widzew zu zwei Meisterschaften (1981 und 1982), ehe er ein Angebot des italienischen Spitzenclubs Juventus Turin annahm und seiner Heimat den Rücken kehrte.
Bei Juve spielte Zbigniew Boniek gemeinsam mit Claudio Gentile, Michel Platini und Paolo Rossi in einer der besten Vereinsmannschaften der 1980er Jahre. Gleich in seiner ersten Saison kam es im Europapokal der Landesmeister im Halbfinale zur Begegnung mit seinem alten Club Widzew Łódź. Bonieks neue Mannschaft gewann mit 2:0 und 2:2 und zog ins Finale ein, das gegen den Hamburger SV mit 0:1 durch ein Tor von Felix Magath verloren ging. Doch die nächsten Jahre sollten erfolgreicher werden: 1983 gewann er den italienischen Pokal, 1984 Meisterschaft und den Europapokal der Pokalsieger. Einer seiner letzten Auftritte für die „Alte Dame“ war gleichzeitig eine seiner bittersten Stunden; beim Landesmeister-Finale gegen den FC Liverpool kam es zu einer Massenpanik im Brüsseler Heysel-Stadion, wobei 39 Menschen ums Leben kamen (Katastrophe von Heysel). Juventus gewann trotzdem den Europapokal der Landesmeister 1984/85. Seine Prämie für den Sieg spendete er den Opfern der Katastrophe.
Nach der Saison kehrte Boniek Turin den Rücken und wechselte zum AS Rom, wo er sich als die gesuchte Verstärkung für das Mittelfeld entpuppte. Ende 1986 belegte er bei der Wahl zu Europas Fußballer des Jahres Platz sechs und wurde mit der Roma italienischer Pokalsieger. In seiner letzten Saison in Italien blieb ihm ein Erfolg versagt und der Pole beendete 1988 seine aktive Karriere.

### In der Nationalmannschaft
Im März 1976 bestritt Zbigniew Boniek gegen Argentinien in Krakau sein erstes Länderspiel. Mit einer guten Leistung empfahl er sich für das polnische Aufgebot für die Olympischen Spiele 1976 in Montreal. Im Nationalteam von Trainer Kazimierz Górski spielte er mit Spielern wie Kazimierz Deyna, Robert Gadocha und Grzegorz Lato im besten polnischen Team der Geschichte, das in Montreal die Silbermedaille gewann.
Zwei Jahre später nahm der Pole an der Weltmeisterschaft 1978 in Argentinien teil, wo die Polen an die starken Leistungen der WM 1974 und von Montreal nicht anknüpften, in der Zwischenrunde war Endstation. Seine zweite Weltmeisterschaft absolvierte Boniek 1982. In Spanien erzielte er im Spiel gegen Belgien drei Tore. Seine Mannschaft beendete die zweite Finalrunde als Erste und sicherte sich den dritten Platz. Bei der Weltmeisterschaft 1986 in Mexiko gehörte Boniek zum letzten Mal zum polnischen Aufgebot, das jedoch weit vom Niveau früherer Jahre entfernt war und im Achtelfinale ausschied.
2004 wurde Zbigniew Boniek von Pelé als einziger Pole in die FIFA 100 gewählt, eine Liste der besten 125 noch lebenden Fußballspieler der Welt.

## Nach der aktiven Zeit

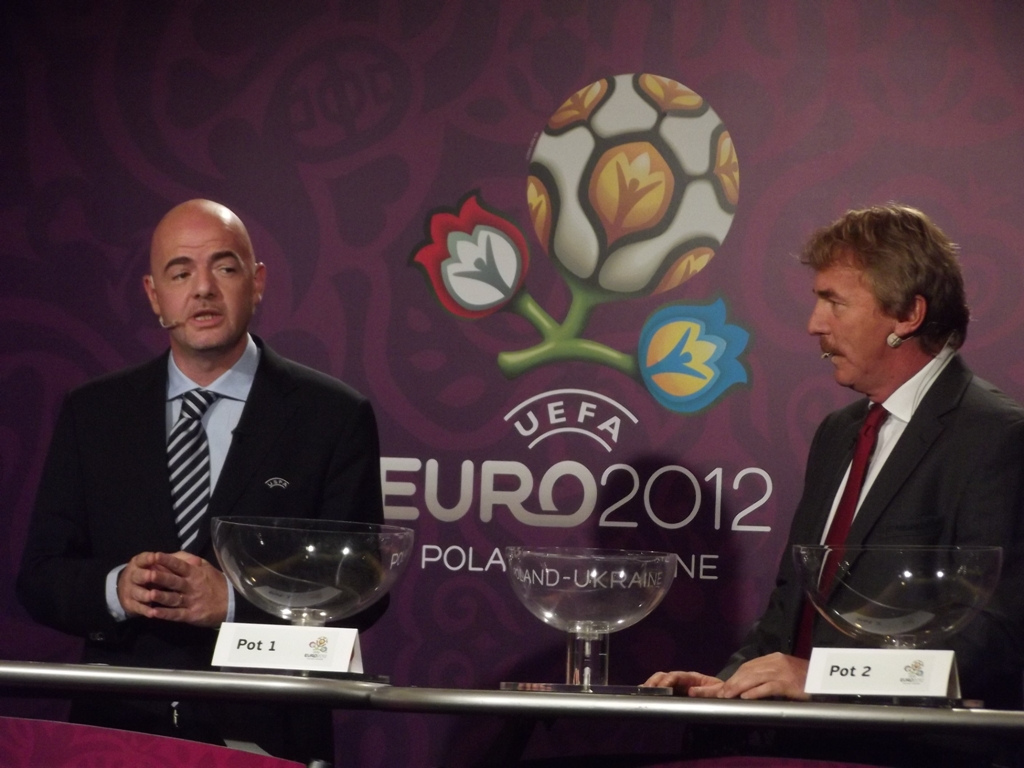
Boniek (2011)

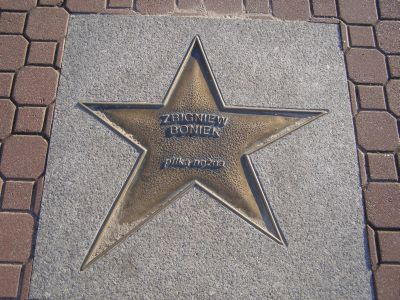
Boniek Star

In den 1990er Jahren arbeitete Zbigniew Boniek in Italien als Trainer u. a. bei US Lecce und AS Bari. Von Juli bis Dezember 2002 kehrte er als polnischer Nationaltrainer nochmals kurz auf die internationale Fußballbühne zurück.
Von 2004 bis 2006 war er Mitbesitzer von Widzew Łódź und von 2007 bis 2008 war er im Aufsichtsrat des Vereins.
Am 26. Oktober 2012 wurde er zum neuen Präsidenten des polnischen Fußballverbandes gewählt, nachdem Grzegorz Lato auf eine Wiederwahl verzichtet hatte.
Nach zwei Amtsperioden durfte Zbigniew Boniek bei der Wahl zum neuen Präsidenten des polnischen Fußballverbandes am 18. August 2021 nicht mehr antreten. Zu seinem Nachfolger wurde der ehemalige Vorstandsvorsitzende von Jagiellonia Białystok, Cezary Kulesza, bestimmt.

## Erfolge
- Polnischer Meister: 1980/81, 1981/82
- Italienischer Meister: 1983/84
- Italienischer Pokalsieger: 1983/84, 1985/86
- Europapokalsieger der Landesmeister: 1984/85
- Europapokalsieger der Pokalsieger: 1983/84
- UEFA-Super-Cup-Sieger: 1984
- Weltpokalsieger: 1985
- WM-Dritter: 1982